# Sati (Burkina Faso)
Pour les articles homonymes, voir Sati.
Sati est une commune rurale située dans le département de Boura de la province de Sissili dans la région du Centre-Ouest au Burkina Faso.